# Sympetrum gracile
Sympetrum gracile is een libellensoort uit de familie van de korenbouten (Libellulidae), onderorde echte libellen (Anisoptera).
De soort staat op de Rode Lijst van de IUCN als kwetsbaar, beoordelingsjaar 2007, de trend van de populatie is volgens de IUCN dalend.
De wetenschappelijke naam Sympetrum gracile is voor het eerst geldig gepubliceerd in 1915 door Oguma.